# Arrondissement de Kaiserslautern
Pour l'ancienne subdivision française, voir Arrondissement de Kaiserslautern (Mont-Tonnerre).
 (mars 2025).
Si vous disposez d'ouvrages ou d'articles de référence ou si vous connaissez des sites web de qualité traitant du thème abordé ici, merci de compléter l'article en donnant les références utiles à sa vérifiabilité et en les liant à la section « Notes et références ».
L'arrondissement de Kaiserslautern est un arrondissement ("Landkreis" en allemand) de Rhénanie-Palatinat (Allemagne).
Son chef lieu est Kaiserslautern.
Au 31 décembre 2022, sa population est de 108 216 habitants.

## Villes, communes & communautés d'administration
(nombre d'habitants en 2006)
Communes fusionnées avec leurs municipalités
Sièges des communes fusionnées *
| - 1. Commune fusionnée de Bruchmühlbach-Miesau 1. Bruchmühlbach-Miesau * (7 582) 2. Gerhardsbrunn (161) 3. Lambsborn (781) 4. Langwieden (275) 5. Martinshöhe (1 714) - 2. Commune fusionnée de Enkenbach-Alsenborn 1. Enkenbach-Alsenborn * (7 042) 2. Mehlingen (3 847) 3. Neuhemsbach (845) 4. Sembach (1 187) - 3. Commune fusionnée de Hochspeyer 1. Fischbach (818) 2. Frankenstein (1 058) 3. Hochspeyer * (4 653) 4. Waldleiningen (425) | - 4. Commune fusionnée de Kaiserslautern-Süd 1. Krickenbach (1 207) 2. Linden (1 202) 3. Queidersbach (2 858) 4. Schopp (1 477) 5. Stelzenberg (1 172) 6. Trippstadt (3 106) - 5. Commune fusionnée de Landstuhl 1. Bann (2 279) 2. Hauptstuhl (1 269) 3. Kindsbach (2 463) 4. Landstuhl, Sickingenstadt * (8 786) 5. Mittelbrunn (685) 6. Oberarnbach (435) - 6. Commune fusionnée de Otterbach 1. Frankelbach (331) 2. Hirschhorn/Pfalz (800) 3. Katzweiler (1 740) 4. Mehlbach (1 141) 5. Olsbrücken (1 163) 6. Otterbach * (4 055) 7. Sulzbachtal (454) | - 7. Commune fusionnée de Otterberg 1. Heiligenmoschel (686) 2. Niederkirchen (2 055) 3. Otterberg, Stadt * (5 282) 4. Schallodenbach (911) 5. Schneckenhausen (612) - 8. Commune fusionnée de Ramstein-Miesenbach 1. Hütschenhausen (3 961) 2. Kottweiler-Schwanden (1 348) 3. Niedermohr (1 530) 4. Ramstein-Miesenbach, Stadt * (7 821) 5. Steinwenden (2 524) - 9. Commune fusionnée de Weilerbach 1. Erzenhausen (713) 2. Eulenbis (527) 3. Kollweiler (429) 4. Mackenbach (1 989) 5. Reichenbach-Steegen (1 470) 6. Rodenbach (3 287) 7. Schwedelbach (1 050) 8. Weilerbach * (4 669) |